# 仙台市立幸町南小学校
仙台市立幸町南小学校（せんだいしりつ さいわいちょうみなみしょうがっこう）は宮城県仙台市宮城野区幸町5丁目にある公立小学校。

## 沿革
- 1987年（昭和62年） - 仙台市立幸町小学校より分離開校

## 通学区域
- 宮城野区大梶(1～15番、16番の一部)、幸町二丁目(1、2、8～13、23、24番)、幸町五丁目(1～7、10～12番)[1]

## 卒業後の進路
- 仙台市立幸町中学校へ進学する。